# پادشاهی مشروطه
پادشاهی مشروطه، پادشاهی محدود، پادشاهی پارلمانی یا سلطنت مشروطه، شکلی از سلطنت است که در آن پادشاه اقتدار خود را مطابق قانون اساسی اعمال می‌کند و در تصمیم‌گیری تنها نیست؛ در سلطنت پادشاه تنها تصمیم گیرنده است، اما در سلطنت پارلمانی پادشاه ملزم به اعمال قدرت ها و اختیارات در محدوده های تعیین شده توسط یک چارچوب قانونی تعیین شده است. پادشاه در یک سلطنت پارلمانی یک مقام موروثی و رهبر یا رئیس کشور بصورت نمادین است. که عمدتاً نقش های تشریفاتی و مدنی را ایفا می کند یا سیاستهای کلی نظام را مشخص میکند. اما طبق قانون قدرت اجرایی خاصی ندارد بلکه در اِعمال قدرت و صدور فرمان‌ها باید به قانون اساسی و عرف‌های جاری و تثبیت‌شدهٔ حقوقی و سیاسی مشروط و مقید باشد؛ بنابراین، پادشاه نباید تصمیمات خودسرانه و خلاف قانون بگیرد. همچنین برخلاف پادشاهی مطلقه و استبدادی، او تنها فرد تصمیم‌گیرنده در امور کشور نیست.  پادشاهی پارلمانی یا سلطنت مشروطه نوعی حکومت سلطنتی است که در پی جنبش های اجتماعی ضداستبدادی و ضد حکومت شخصی که اواخر قرن هجدهم میلادی شکل گرفته بود به وجود آمد. بیشتر کشورهای جهان بصورت استبدادی و سلطنتی اداره میشدند جنبش های مترقی و دموکراسی خواه قرن هجده باعث فروپاشی نظامهای سلطنتی در جهان شد. در این میان برخی از پادشاهان و حاکمان بدون انقلاب و خشونت بصورت داوطلبانه از قدرت کناره گیری کرده و امور کشور را به پارلمان و دولت که از طرف مردم انتخاب شوند سپردند که باعث بقای مقام سلطنت بصورت تشریفاتی و نمادین شد.در این نظام، پادشاه، باید مستقل از احزاب باشد. قانون اساسی به پادشاه بر اساس برخی اختیارات، نقشی نمادین می‌دهد. در این نقش نمادین، پادشاهِ مشروطه، ضامن تمامیت ارضی، قانون اساسی، وحدت ملی و نیز تداوم دولت است.
شکل‌های متنوعی از پادشاهی مشروطه در کشورهای مختلف برقرار است؛ از لیختن‌اشتاین، موناکو، مراکش، اردن، کویت، و بحرین - که در آن‌ها قانون اساسی، اختیارات ویژه و وسیعی به پادشاه داده‌است - تا کشورهایی همچون: استرالیا، بریتانیا، کانادا، هلند، اسپانیا، بلژیک، سوئد، مالزی، تایلند، کامبوج و ژاپن... که اختیارات و قدرت پادشاه (یا امیر، یا امپراتور) برای مداخله در امور کشور بسیار محدود است.
سلطنت مشروطه، ممکن است به نظامی سیاسی دلالت کند که در آن، پادشاه در مقام رئیس کشور و مستقل از احزاب و جریانات سیاسی و در چارچوب قانون اساسی (خواه قانون اساسی مکتوب و مدون، خواه نامکتوب و غیرمدون) عمل می‌کند. درحالی که اغلب پادشاهان مشروطه ممکن است زمام امور را رسماً در دست داشته باشند و دولت قانوناً تحت رهبری و به نام پادشاه عمل کند، در پادشاهی مشروطهٔ رایج در کشورهای اروپایی پادشاه دیگر شخصاً در سیاست‌گذاری عمومی کشور یا عزل و نصب سیاستمداران و مقامات کشوری و لشکری مداخله نمی‌کند. دانشمند علوم سیاسی، ورنون باگدنر در تعریف پادشاه مشروطه به نقل از تامس مکولی می‌گوید: «[او] رئیس کشوری است که سلطنت می‌کند اما فرمان نمی‌دهد.»
پادشاه مشروطه علاوه بر آنکه تجسم عینی اتحاد ملی است، ممکن است از اختیارات خاصی نیز برخوردار باشد، نظیر انحلال مجلس، یا توشیح قوانین، تنفیذ احکام و فرمانها، تأیید نتایج انتخابات، و اعلام جنگ و صلح. با این حال استفاده از این اختیارات اصولاً و صرفاً در چارچوب و در توافق با قانون اساسی (مکتوب، یا نامکتوب) مجاز شمرده می‌شود، و نه بر اساس ترجیح یا گرایش سیاسی پادشاه به احزاب، گروه‌ها، و افراد فعال در حوزهٔ سیاست؛ به عبارت دیگر پادشاه مشروطه در کشمکش و رقابت میان احزاب و دسته‌های سیاسی مادام که در چارچوب قانون اساسی باشد مداخله نکرده موضع بی‌طرفی می‌گیرد، و تمایل و ترجیح شخصی خود را در امور کشور مداخله نمی‌دهد، زیرا که او نماد و نمایندهٔ تمامی ملت است و نه گروه و گرایشی خاص. والتر بجت، نظریه‌پرداز سیاسی انگلیسی، در کتابش با عنوان قانون اساسی انگلیسی (۱۸۶۷)، از سه حق سیاسی اساسی یاد می‌کند که پادشاه مشروطه از آن برخوردار است: ۱) حق طرف مشورت قرار گرفتن؛ ۲) حق تأیید و تشویق [سیاست‌ها و اقدامات دولت و سایر قوا]؛ و ۳) حق انذار و اخطار [در مورد سیاست‌ها و اقدامات دولت و سایر قوا]. با این همه امروزه بسیاری از پادشاهان مشروطه همچنان از اختیارات و نفوذ سیاسی قابل توجهی برخوردارند، ازجمله آنکه از طریق اعمال برخی اختیارات فوق‌العاده می‌توانند در مواقع لزوم نقش مهم و مؤثری در عرصهٔ سیاست ایفا کنند.
بریتانیا و دیگر کشورهای قلمرو مشترک‌المنافع (کشورهای همسود) همگی پادشاهی‌های مشروطه هستند که در ذیل نظام حاکمیت مشروطه، موسوم به نظام وست‌مینستر قرار می‌گیرند. در دو پادشاهی مشروطهٔ مالزی و کامبوج، نظام پادشاهی انتخابی برقرار است که در آن فرمانروا به صورت ادواری توسط مجمع کوچکی از برگزینندگان (مجمع انتخابی یا الکترال کالج) انتخاب می‌شود.
متفکران و نویسندگانی چون اچ. جی. ولز و گلن پاتمور پادشاهی‌های مشروطهٔ قویاً محدود مانند بریتانیا و استرالیا را جمهوری سلطنتی نامیده‌اند.
شکل دیگری از این نوع حکومتْ پادشاهی نیمه‌مشروطه است که در آن پادشاه اختیاراتی وسیع و قدرتی هم‌سطح رئیس‌جمهور در نظام نیمه‌ریاستی دارد. در نتیجه برای ایجاد تمایز با این نوع پادشاهیِ نیمه‌مشروطه، می‌توان آن قسم پادشاهی‌های مشروطه را که در آنها پادشاه عمدتاً نقش نمادین و تشریفاتی دارد، پادشاهی پارلمانی نامید.
این نوع حکومت میزانی از دموکراسی و قانون‌گرایی را در خود دارد و معمولاً در اثر اصلاحات یا انقلاب در حکومت‌های پادشاهی ایجاد می‌شود.

## میان کشورها
به نقل از بی‌بی‌سی فارسی، بنا بر آمار سازمان ملل متحد، ۹ کشور (ژاپن، انگلستان، استرالیا، کانادا، بلژیک، هلند، دانمارک، سوئد و نروژ) از ۱۵ کشوری که دارای بهترین شرایط زندگی در دنیا هستند با حکومت پادشاه مشروطه اداره می‌شوند.

### پادشاهی بریتانیا
در سامانه دولتی بریتانیا پادشاه به عنوان رئیس کشور، نقش همبستگی دهنده ملت را دارد. پادشاه در اداره کشور نقش تشریفاتی را بر عهده دارد. اداره کشور بر عهده نمایندگان مجلس و دولت است که با رای مستقیم مردم برگزیده می‌شوند. بریتانیا دارای دو مجلس است. مجلس عوام بریتانیا دولت (نخست‌وزیر بریتانیا) را منصوب و برکنار می‌کند و مجلس اعیان بریتانیا مانند مجلس عوام بریتانیا حق قانون‌گذاری را دارد. سامانه دولتی بریتانیا بر پایه تقسیم قوا برپا شده‌است و امکان دیکتاتوری در آن وجود ندارد.

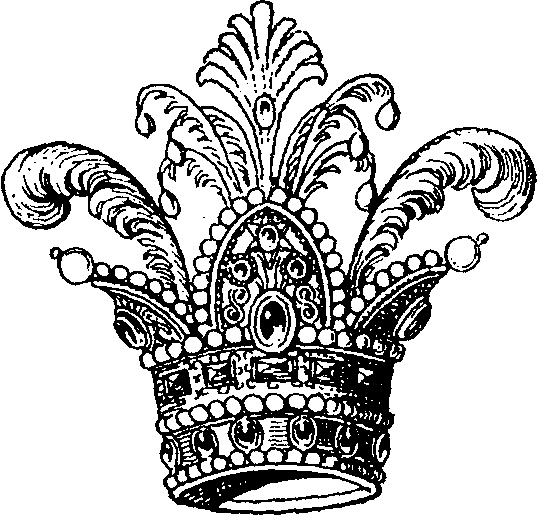
تاج ایرانی

### سلطنت‌های مشروطه تشریفاتی
| - آنتیگوآ و باربودا - استرالیا - باهاما - بلژیک - بلیز - کامبوج - کانادا - دانمارک - گرنادا - اندونزی - سوراکارتا - منطقه ویژه یوگیاکارتا - جامائیکا | - ژاپن - لسوتو - لوکزامبورگ - مالزی - جوهور (ایالت) - کداح - کلانتان - نگاری سمبیلان - پاهانگ - پراک - پرلیس - سلانگور - ترنگگانو | - هلند - نیوزیلند - نروژ - پاپوآ گینه نو - سنت کیتس و نویس - سنت لوسیا - سنت وینسنت و گرنادین‌ها - جزایر سلیمان - اسپانیا - سوئد - تایلند - تووالو - بریتانیا |

1. 1 2 3 4 5 6 7 8 9 10 11 12 13 14 15  جزء قلمروی مشترک‌المنافع که پادشاه یکسان دارند.
2. ↑  اندونزی، به عنوان یک جمهوری ریاستی، دارای دو منطقه ویژه است که پادشاهی‌ها به عنوان رئیس مناطق هستند.

### سلطنت‌های مشروطه اجرایی
- بحرین
- بوتان (کشور)
- اردن
- کویت
- لیختن‌اشتاین
- موناکو
- مراکش
- قطر
- تونگا
- امارات متحده عربی